# کریستی میچل
کریستی میچل (به انگلیسی: Kirsty Mitchell) (زاده ۲۸ ژوئن ۱۹۷۴) بازیگر اسکاتلندی است.
از فیلم‌های معروف او می‌توان به بازی در فیلم محافظ مزدور، جستجوگر اوقات فراغت و شوت به افتخار اشاره کرد.